# Бурхард IX фон Ветин
Бурхард IX 'Млади' фон Ветин (на немски: Burchard IX 'der Junge', Herr zu Wettin; † сл. 1365) от фамилията фон Кверфурт, е господар на Ветин в Саксония-Анхалт.

## Произход
Той е вторият син на Бурхард II/VI, наричан „парцал“ („Lappe“), господар на Шраплау († сл. 1303) и съпругата му фон Лобдебург-Арншаугк, дъщеря на граф Ото IV фон Лобдебург-Арншаугк († 1289) и на фон Шварцбург-Бланкенбург († 1289), дъщеря на граф Гюнтер VII фон Шварцбург-Бланкенбург († сл. 1274). Внук е на бургграф Бурхард VI фон Кверфурт († 1254/1258) и бургграфиня София фон Мансфелд († сл. 1233). Баща му е брат на Зигфрид II фон Кверфурт († 1310), епископ на Хилдесхайм (1279 – 1310)
Брат е на Бурхард III († 1325), архиепископ на Магдебург (1307 – 1325), граф на Шраплау, Бурхард фон Шраплау 'Стари' († 1341) и Гебхард фон Шрапелау, епископ на Мерзебург (1320 – 1340).

## Фамилия
Бурхард IX фон Ветин ’Млади’ се жени пр. 1321 г. за Гербург фон Бланкенбург († сл. 1322), дъщеря на граф Хайнрих III фон Бланкенбург/IV Млади'Млади' († 1330) и София фон Хонщайн († 1322). Те имат четири деца:
- Бурхард фон Шраплау (* пр. 1345; † сл. 1391), женен I. ок. 1335 г. за графиня Ода фон Щолберг († 1329/1334), II. пр. 1382 г. за принцеса Агнес фон Анхалт-Цербст († 1381)
- Протце фон Шраплау (* 1334; † сл. 3 април 1395), домхер в Мерзебург и Магдебург (1357), архидякон (1368), елекцтус (1385 – 1386), домпропст в Магдебург (1393)
- Гебхард фон Шраплау-Алслебен († ок. 1410/1415), господар на Алслебен, женен I. пр. 15 септември 1370 г. за принцеса Агнес II Саксонска-Витенберг († 1356), II. сл. 26 януари 1378 г. за Агнес фон Кверфурт († пр. 1399), III. пр. 1399 г. за Маргарета/Мехтилд фон Мансфелд († ок. 1387/сл. 1399), вдовица на граф Гюнтер XIV фон Кефернбург 'Млади' († 1385/1386), дъщеря на Албрехт I фон Мансфелд († 1361/1362) и Хелена фон Шварцбург († 1382)[2]
- София фон Шраплау, господарка на Ветин († сл. 25 юли 1404), омъжена за Лудвиг III фон Ванцлебен († ок. 1419)